# 진률 (춘추전국)
진률(秦律)은 고대 중국 춘추 전국 시대 진(秦) 왕조에서 완성된 법률 체계로써, 시황제의 천하통일 뒤에도 계속해 쓰였다.
법가(法家) 사상에 힘입은 진의 엄격한 법령과 그에 기반을 둔 통치는 진 왕조의 통치력을 굳건히 하고 나아가 천하 통일에 일조하였으나, 지나치게 늘어난 법령 조문과 가차없는 형법 집행은 진 왕조에 대한 반발을 불러일으켜 「천하가 진의 통치를 괴로워하게 된 것이 오래다」(天下苦秦久矣)라는 비판이 나오게 되었다.

## 내용

### 금서령(焚書令)
진의 법률 가운데 가장 유명한 금서령(焚書令)은 두 사람 이상이 모여 《시경》, 《상서》를 이야기하는 경우 해당 인물들을 저자에서 참하고, 옛 책과 옛 이야기를 끌어다 시정을 비판하는 자는 그 집안 전체를 참수하였다. 이러한 금서령은 결국 「분서갱유」(焚書坑儒)라 불리는 사상탄압으로 이어지게 된다.

### 누범(累犯)에 대한 법 집행 원칙
한 가지 이상의 범죄에 대한 처벌의 경우 진률은 두 배로 처벌하도록 규정하였다. 전에 지은 죄가 후에 지은 죄보다 가벼울 경우 후에 지은 죄에 따라 처벌했다. 즉 법률에 명시된 처벌이 무거운 죄에 처벌이 가벼운 죄를 엮어 처벌한 것으로, 다만 후에 지은 죄가 전에 지은 죄보다 가벼울 경우 이러한 원칙은 적용되지 않았고, 전에 지은 죄에 따라 가중처벌되었다.

## 수호지(睡虎地) 발굴 진대 목간

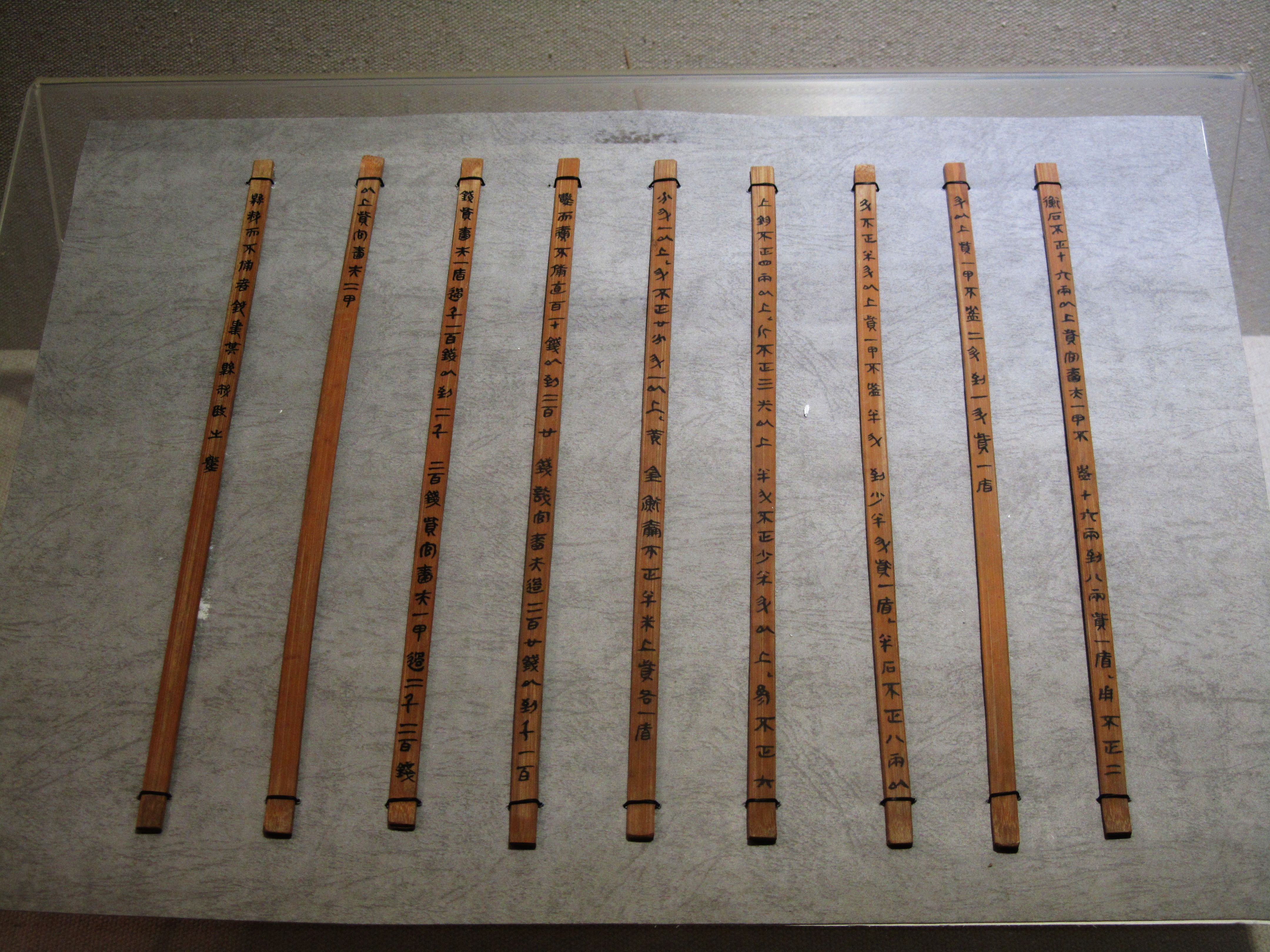
운몽수호지 진대 목간 가운데 《효율(效律)》 부분.

1975년(74년 이라고 하는 경우도 있음.) 중국 후베이성(湖北省) 윈멍 현(雲夢県) 수호지(睡虎地)의 12기의 진대 무덤을 발굴하는 과정에서, 제11호분에서 인골과 함께 총 1,150점의 진대 죽간이 수습되었다. 죽간에 새겨진 편년기에 적힌 무덤의 피장자는 진의 남도(南郡)에 속한 현의 관리 희(喜)라는 인물로 알려졌으며, 기원전 262년에 태어나 기원전 217년에 사망한 것으로 보인다. 목간은 희가 개인적으로 소장했던 것으로 진대의 법률 등이 기록되어 있어 진대 법률을 연구하는 1차 사료로써 중시되고 있다.
죽간의 연구를 맡았던 조사 연구팀 「수호지진묘죽간정리소조」(睡虎地秦墓竹簡整理小組)는 죽간의 내용을 10종으로 분류정리했다.
- 「편년기」(編年紀) - 진의 대부분의 일상사 속 희의 개인적 일들이 기술되어 있다.
- 「어서」(語書) - 기원전 227년에 남도군수(南郡郡守) 등(騰)이 각 현의 관리에게 보낸 통달서(通達書). 민중을 법을 토대로 관리하고 단속할 것을 명하고 있다.
- 「진률십팔종」(秦律十八種) - 18종류의 진률 조문에 대한 발췌이다.
- 「효률」(效律) - 「진률십팔종」 가운데 포함된 효률에 대한 상세한 설명이다.
- 「진률잡초」(秦律雜抄) - 「진률십팔종」처럼 진률의 발췌분으로 생각되며, 내용이 짧아 정리가 어려운 부분이다.
- 「법률문답」(法律問答) - 실제 법률을 운용할 때에 어떻게 해야 하는지를 문답형식으로 서술하였다.
- 「봉진식」(封診式) - 사건 조서를 관리하는 규범에 대하여 적은 것으로 보인다.
- 「위리지도」(爲吏之道) - 관리된 자들의 마음가짐에 대한 서술이다.
- 일서(日書) - 갑(甲)・을(乙)로 나뉘며 점술과 관련된 문장이 있다.

이들 죽간은 희가 생전에 실제 가지고 다니며 관리로써의 일상 업무를 행하는 데 쓰던 것을 희의 사후 그의 가족들이 묻은 것으로 보이며 죽간의 문건들도 희가 자주 참조했던 조문들을 발췌한 것으로 진률의 전부를 담은 것은 아니지만, 진나라 법률 조문을 추측해 볼 수 있는 중요한 1차 사료로써, 특히 「법률문답」・「봉진식」 두 가지는 이념적 법률의 조문이 아니라 당시의 실제 사회적 상황에 대한 것을 알려주는 귀중한 자료로 꼽힌다. 죽간에 새겨진 진률십팔종(秦律十八種)은 다음과 같다.
전률(田律)농업・사냥・산림 총택의 보호 및 그에 대한 과세 등에 관한 법률.
구원률(廏苑律)국영 마굿간・목장 관리에 관한 법
창률(倉律)곡물・사료를 보관하는 창고 관리 및 그에 관한 식료 지급 법률.
금포률(金布律)화폐・재물 관리.
관시율(関市律)시장 관리.
공률정(工律程)관영 수공업 규정.
공인률(工人律)공인(工人) 즉 기술자의 작업 규정.
균공률(均工律)공인 배치 규정.
요율(徭律)요역에 관한 규정.
사공률(司空律)공인들을 관리하는 임무를 맡은 사공(司空)의 직무 규정.
군작률(軍爵律)군공을 쌓은 자들에 대한 포상, 작위에 관한 규정.
치리율(置吏律)관리 임용에 관한 규정.
효율(效律) : 국유 재물의 출입 창고에 관한 규정.
전식율(傳食律)역참을 통한 사자에 대한 식료 지급 규정.
행서율(行書律)공문서 전송에 관한 규정.
내사잡율(内史雑律)내사(内史) 즉 수도 관할 관리에 대한 규정.
위잡율(尉雑律)위(尉) 즉 사법관 관련 규정.
속방률(属邦律)속국(이민족)에 대한 규정.

## 참고 문헌
- 장진범 주편 저, 《중국법제사》 도서출판 소나무, 2006년

## 같이 보기
- 법가
- 분서갱유
- 진시황제